# Belo Oriente
Belo Oriente is een gemeente in de Braziliaanse deelstaat Minas Gerais. De gemeente telt 32.555 inwoners (schatting 2009).

## Aangrenzende gemeenten
De gemeente grenst aan Açucena, Bugre, Iapu, Ipaba, Mesquita, Naque en Santana do Paraíso.

## Galerij

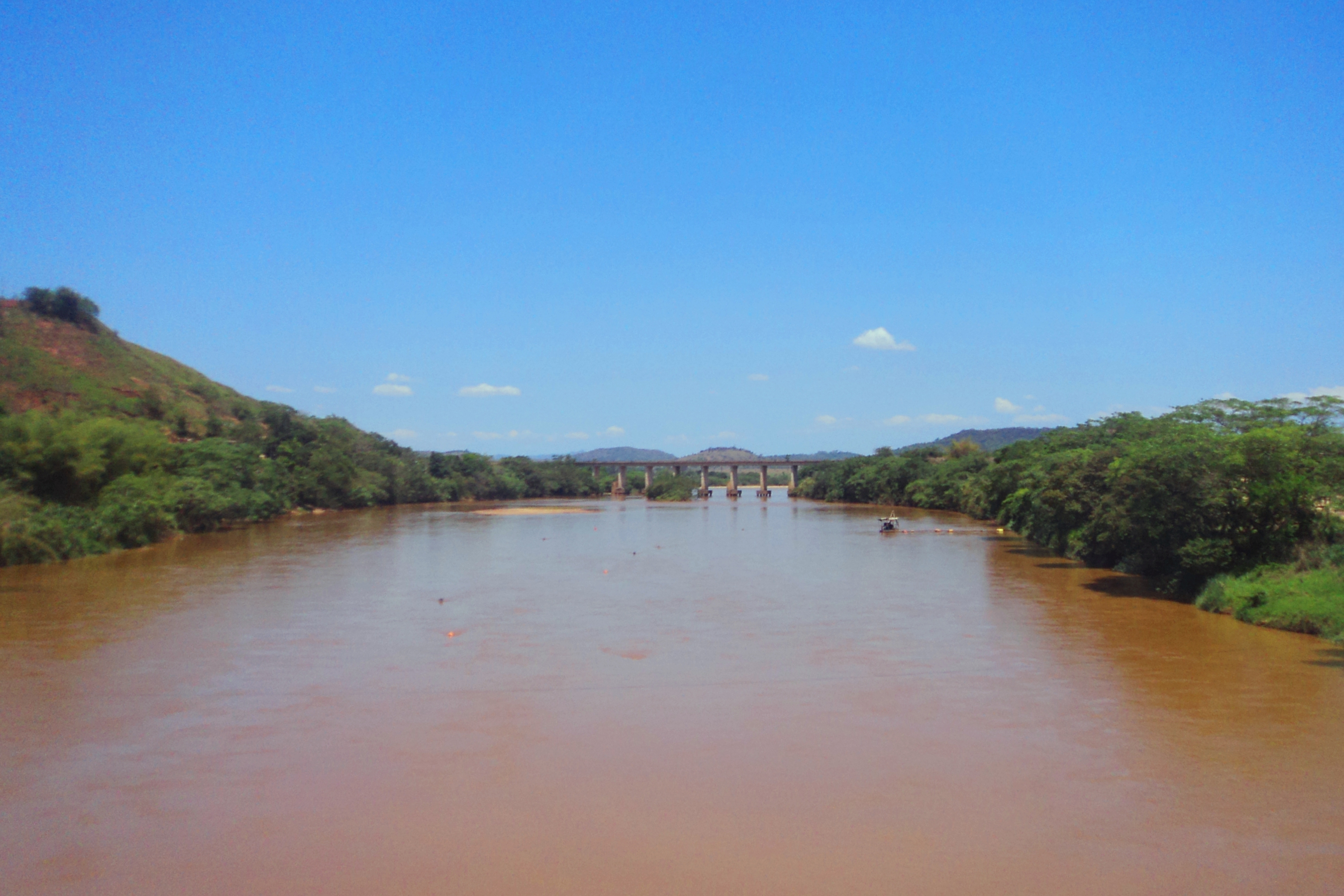
Santo Antônio rivier tussen Naque en Belo Oriente
Katholieke kerk Nossa Senhora do Perpétuo Socorro in Belo Oriente
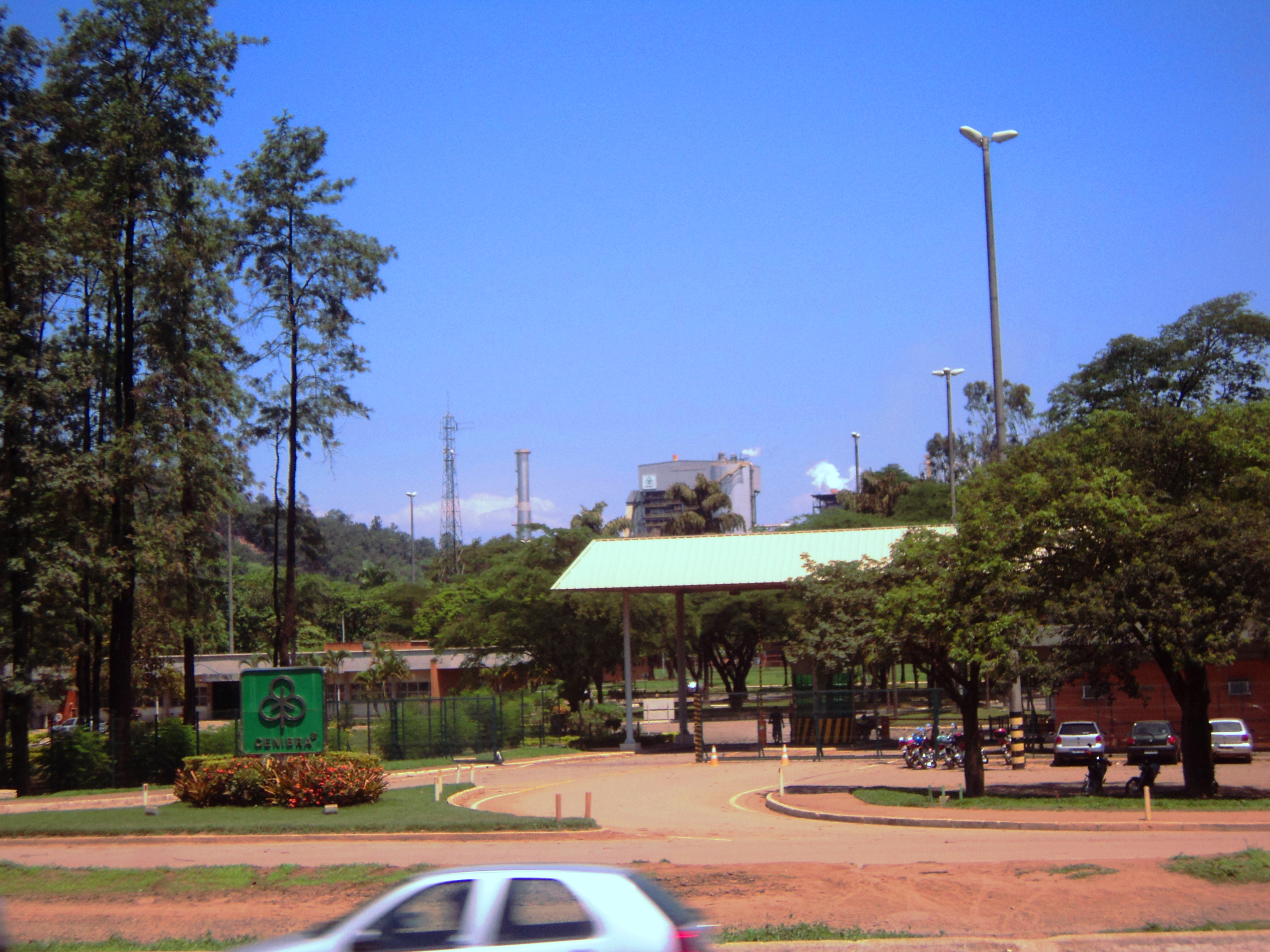
Entrada da Cenibra
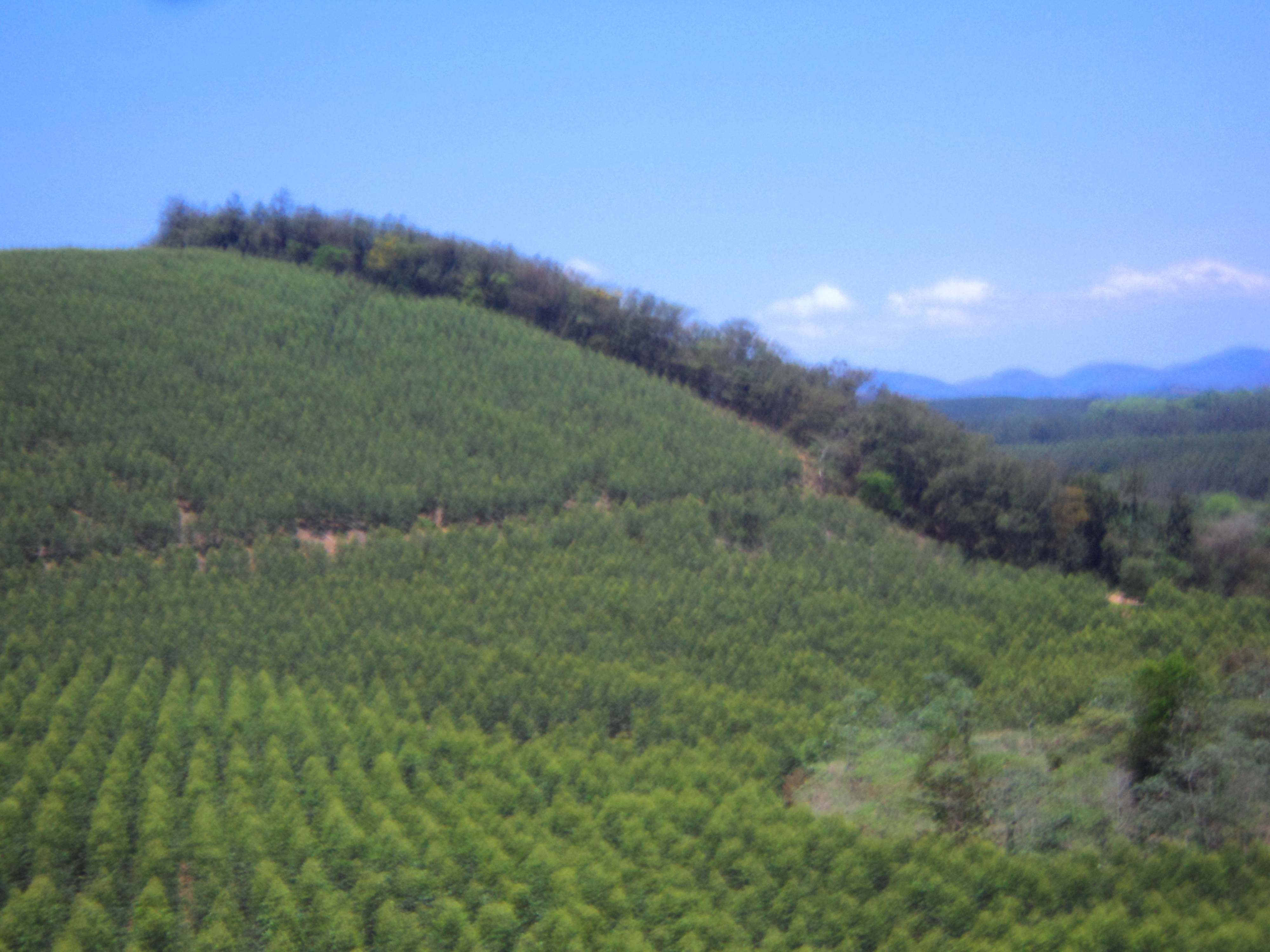
Eucalyptusboomgaard bij Belo Oriente